# Tropfsteinhöhle Gadime
Die Tropfsteinhöhle Gadime (albanisch Shpella e Gadimës oder auch Shpella e Mermerit, serbisch Мермерна пећина Mermerna pećina) ist eine Tropfsteinhöhle aus Kalkstein im Dorf Gadime e Ulët in der Gemeinde Lipjan im Kosovo.
Die Höhle ist 1.260 Meter lang. Davon sind 500 Meter zur touristischen Besichtigung freigegeben. Im Inneren der Höhle befindet sich ein See, der lokal auch Glückssee genannt wird, in den Touristen Kleingeld hineinwerfen. Dieser See ist etwa 15 Meter tief und einen bis zwei Meter breit. Während des Sommers beträgt die Temperatur konstant 13 °C, während des Winters sinkt sie jedoch auf etwa 11 °C. 
Die Höhle wurde 1966 entdeckt.